# Philodendron aristeguietae
Philodendron aristeguietae är en kallaväxtart som beskrevs av George Sydney Bunting. Philodendron aristeguietae ingår i släktet Philodendron och familjen kallaväxter. Inga underarter finns listade.